# 黑龙江杨
黑龙江杨（学名：Populus amurensis）是杨柳科杨属的植物。分布在俄罗斯以及中国大陆的黑龙江、内蒙古等地，目前尚未由人工引种栽培。